# 김봉희 (야구인)
김봉희(1973년 7월 3일 ~ )은 전 KBO 리그 야구 선수의 투수이다.  현재 인천야구협회 심판위원 (고교 부문)이다.

## 학력
- 1989 ~ 1992 : 제물포고등학교